# Fraser McReight

a Compétitions nationales et continentales officielles uniquement.

b Matchs officiels uniquement.
Dernière mise à jour le 2 juillet 2024.
Fraser McReight, est né le 19 février 1999 à Buderim (Australie). C'est un joueur international australien de rugby à XV jouant au poste de troisième ligne aile avec la franchise des Queensland Reds en Super Rugby depuis 2019.

## Carrière

### En club
Fraser McReight commence à jouer au rugby à XV à l'âge de cinq ans avec le club de Albany Creek. Il est ensuite scolarisé à la Brisbane Grammar School (en), où il joue avec l'équipe de l'établissement au sein du championnat scolaire,.
Il commence sa carrière en 2017 avec le club amateur des Brothers Old Boys en Queensland Premier Rugby. En 2019, il est finaliste du championnat avec son équipe.
En 2018, il est retenu avec l'équipe professionnelle de Brisbane City pour disputer le NRC. 
Au mois de novembre 2018, il signe un contrat de deux saisons avec la franchise des Queensland Reds en Super Rugby. Il fait ses débuts en Super Rugby le 24 mars 2019 contre les Brumbies. Lors de sa première saison, il joue trois rencontres, toutes comme remplaçant. Immédiatement après cette première saison, il voit son contrat prolongé pour quatre années supplémentaires, soit jusqu'en 2023.
La saison suivante, il joue à nouveau quatre rencontres comme remplaçant, avant de finalement se révéler lors du Super Rugby Australia. Il connait sa première titularisation le 3 juillet 2020 contre les Waratahs. Il dispute neuf matchs (dont sept titularisations), et se fait remarquer par son activité et ses qualités de gratteur,. D'un point de vue collectif, il est finaliste du championnat avec son équipe, après une défaite en finale face aux Brumbies. 
L'année suivante, à l'issue d'une finale identique, son équipe s'impose et remporte la compétition.
En mars 2023, il prolonge son contrat avec la fédération australienne et les Reds pour deux saisons supplémentaires.

### En équipe nationale
Fraser McReight est sélectionné avec la sélection scolaire australienne (en) en 2016.
Il est retenu avec l'équipe d'Australie des moins de 20 ans pour disputer les championnats du monde junior en 2018 et 2019,. En 2019, il est nommé capitaine de la sélection, et échoue en finale contre la France,.
Il est sélectionné pour la première fois avec les Wallabies en septembre 2020 par le sélectionneur Dave Rennie pour préparer le Tri-nations 2020,. Il obtient sa première cape internationale le 31 octobre 2020 à l’occasion d’un match contre l'équipe de Nouvelle-Zélande à Sydney,.
En juin 2022, il est sélectionné avec l'équipe d'Australie A (en) (équipe nationale réserve) pour disputer la Coupe des nations du Pacifique. Il joue trois rencontres lors de la compétition.
En juin 2023, il est sélectionné par Eddie Jones pour participer au Rugby Championship 2023. Le 10 août 2023, il est annoncé au sein du groupe australien de 33 joueurs sélectionnés pour disputer la Coupe du monde 2023 en France. Il joue les quatre matchs de son équipe lors de la compétition, dont trois en tant que titulaire.

## Palmarès

### En club et franchise
- Finaliste du Queensland Premier Rugby en 2019 avec les Brothers Old Boys.
- Vainqueur du Super Rugby AU en 2021 avec les Queensland Reds.
- Finaliste du Super Rugby AU en 2020 avec les Queensland Reds.

### En équipe nationale
- Finaliste du championnat du monde junior en 2019.

### Distinctions personnelles
- Membre de l'équipe type du Super Rugby en 2025.

## Statistiques
Au 2 juin 2025, Fraser McReight compte 25 capes en équipe d'Australie, dont 20 en tant que titulaire, depuis le 31 octobre 2020 contre l'équipe de Nouvelle-Zélande à Sydney. Il a inscrit 50 points (10 essais).
Il participe à trois éditions du Rugby Championship, en 2020, 2022 et 2023. Il dispute huit rencontres dans cette compétition.